# Air Borealis

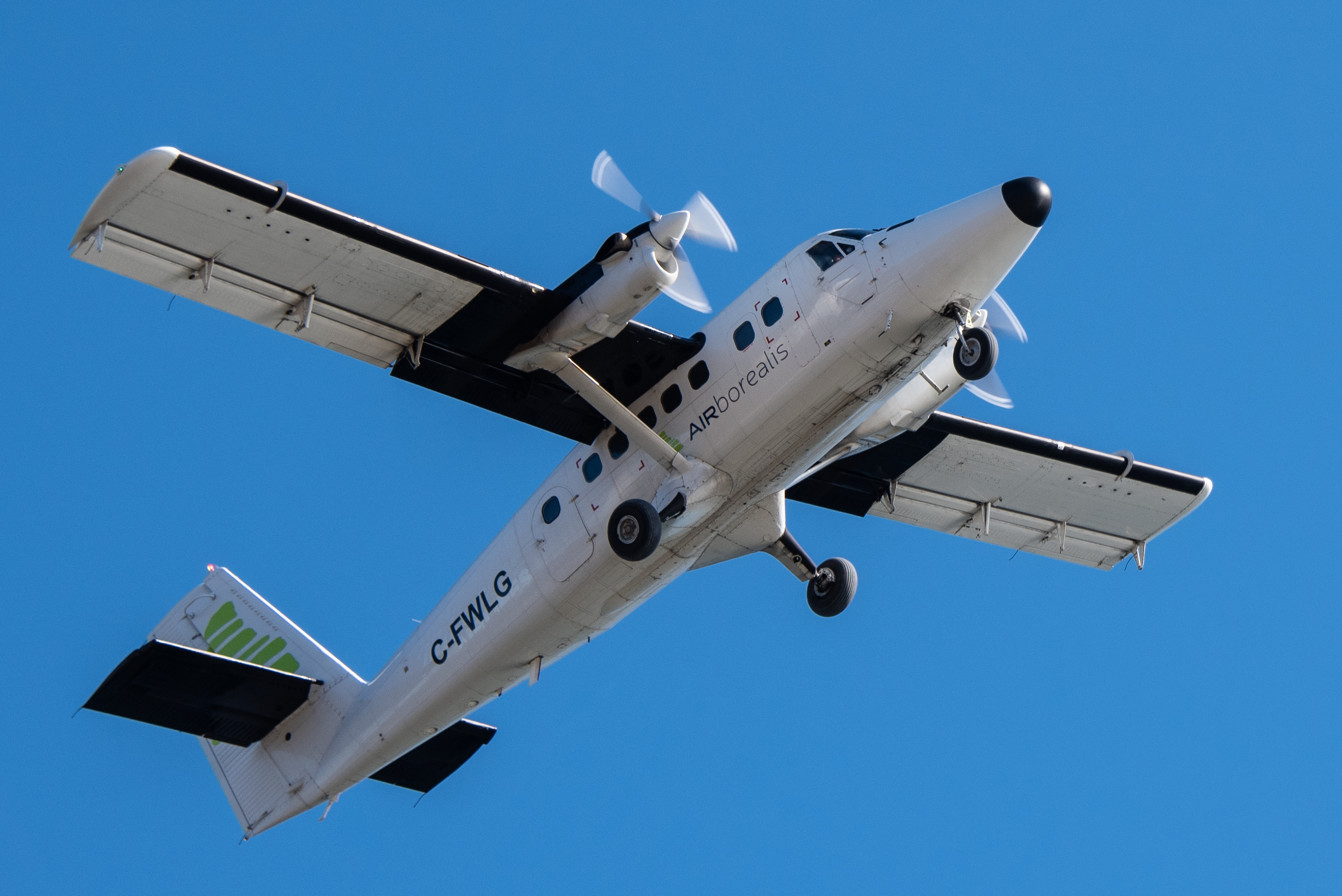
DHC-6 Twin Otter вылетает из аэропорта Нейн

Air Borealis — канадская авиакомпания. Базируется в аэропорту Гуз-Бей. Создана в 2017 году после слияния авиакомпаний Air Labrador и Innu Mikun Airlines.

## История
15 июня 2017 года начал работу новый канадский перевозчик — Air Borealis. Авиакомпания была образована в результате объединения авиакомпаний Air Labrador и Innu Mikun Airlines.
Air Borealis управляется авиакомпанией PAL Airlines, как это было и с Innu Mikun Airlines.
Фактически авиакомпания стала монополистом на территории Северо-Восточного побережья Лабрадора.
В мае 2019 года авиакомпания заключила пятилетний контракт на выполнение рейсов в Торнгат-Маунтинс.

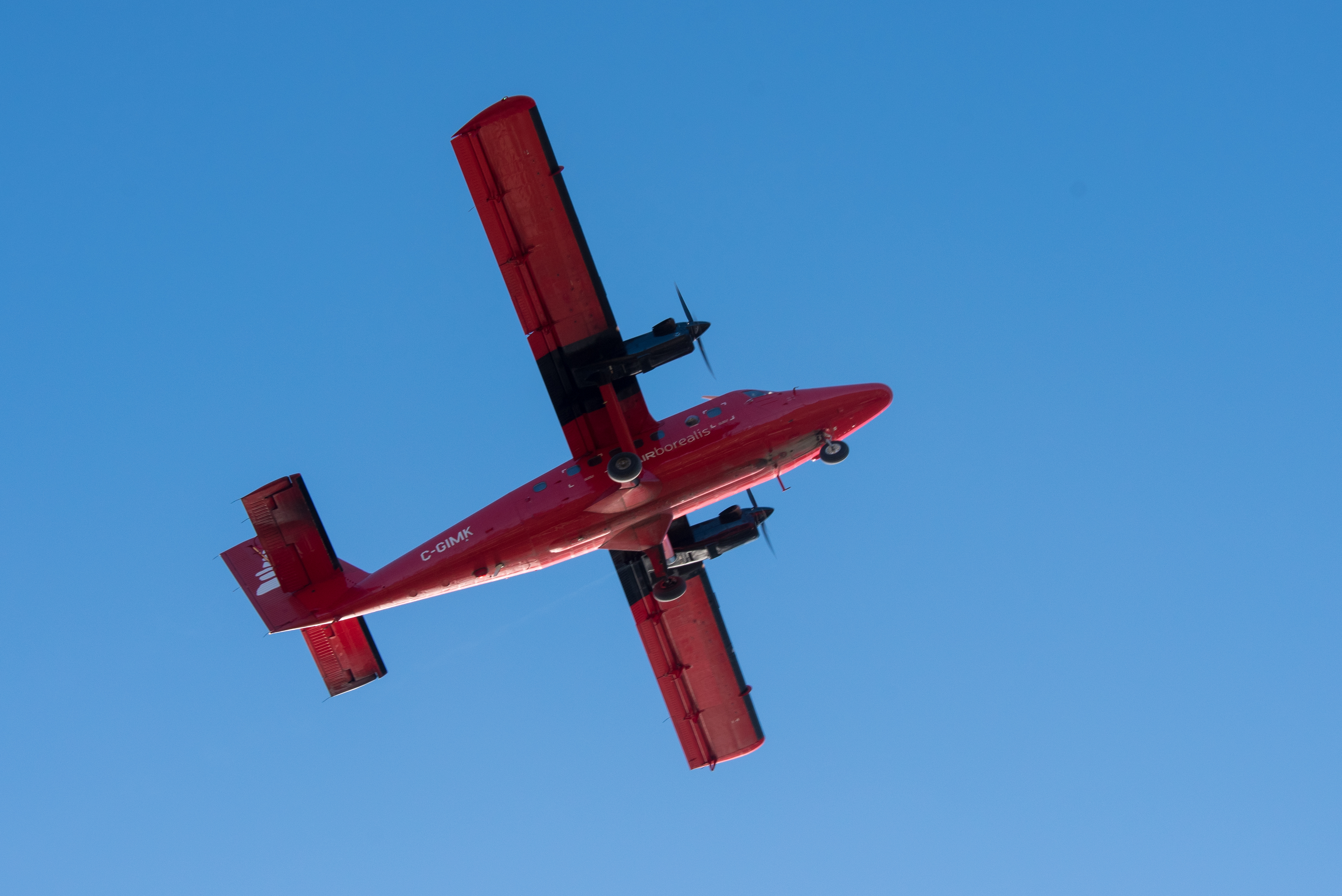
DHC-6-300 Twin Otter в красной ливрее

## Маршрутная сеть
Авиакомпания выполняет полёты по северо-восточному побережью Лабрадора.

## Флот
Флот авиакомпании состоит из шести самолётов De Havilland Canada DHC-6-300.